# ناحیه ماسکیتو، شهرستان کریستین، ایلینوی
ناحیه ماسکیتو، شهرستان کریستین، ایلینوی (به انگلیسی: Mosquito Township) یک منطقهٔ مسکونی در ایالات متحده آمریکا است که در شهرستان کریستین، ایلینوی واقع شده‌است. ناحیه ماسکیتو ۳۹۰ نفر جمعیت دارد و ۱۸۱ متر بالاتر از سطح دریا واقع شده‌است.